# Bahoejy
 (mai 2013).
Si vous disposez d'ouvrages ou d'articles de référence ou si vous connaissez des sites web de qualité traitant du thème abordé ici, merci de compléter l'article en donnant les références utiles à sa vérifiabilité et en les liant à la section « Notes et références ».
Le bahoejy (ou baoejy) est une danse populaire du nord, nord-est et nord-ouest de Madagascar, dans l’Océan Indien. On la retrouve aussi dans les provinces de Tuléar et de Majunga. Le rythme bahoejy est donné initialement par des instruments comme l’accordéon, le kabosy (petite guitare malgache) et le hazolahy azula (ou hazolahy), un tambour cylindrique bimembraphone. De nos jours, certains artistes l’ont adapté à la guitare.

## Sources
- Le bahoejy